# Gorch Fock (1933)
Gorch Fock je bývalý německý trojstěžňový cvičný bark, první ze série cvičných školních plachetnic postavených pro Německé říšské námořnictvo v roce 1933. Plavidlo přežilo druhou světovou válku, po které bylo zabráno jako válečná reparace Sovětským svazem a zařazeno do Sovětského námořnictva pod jménem Tovarišč („Soudruh“). Pro německé námořnictvo byla po válce postavena nová plachetnice, která opět dostala jméno Gorch Fock.
Původní Gorch Fock se po rozpadu Sovětského svazu plavil pod ukrajinskou vlajkou. V roce 1990 byla loď, pro nedostatek prostředků nezbytných k její opravě, ponechána v britském přístavu. Nakonec se podařilo získat sponzory a přepravit ji do Stralsund, který byl jejím německým domovským přístavem. Zde byla loď dne 29. listopadu 2003 znovu překřtěna na Gorch Fock a zpřístupněna jako muzejní loď. Plavidlo podstoupilo však rozsáhlou rekonstrukci, není technicky schopno plavby.

## Stavba

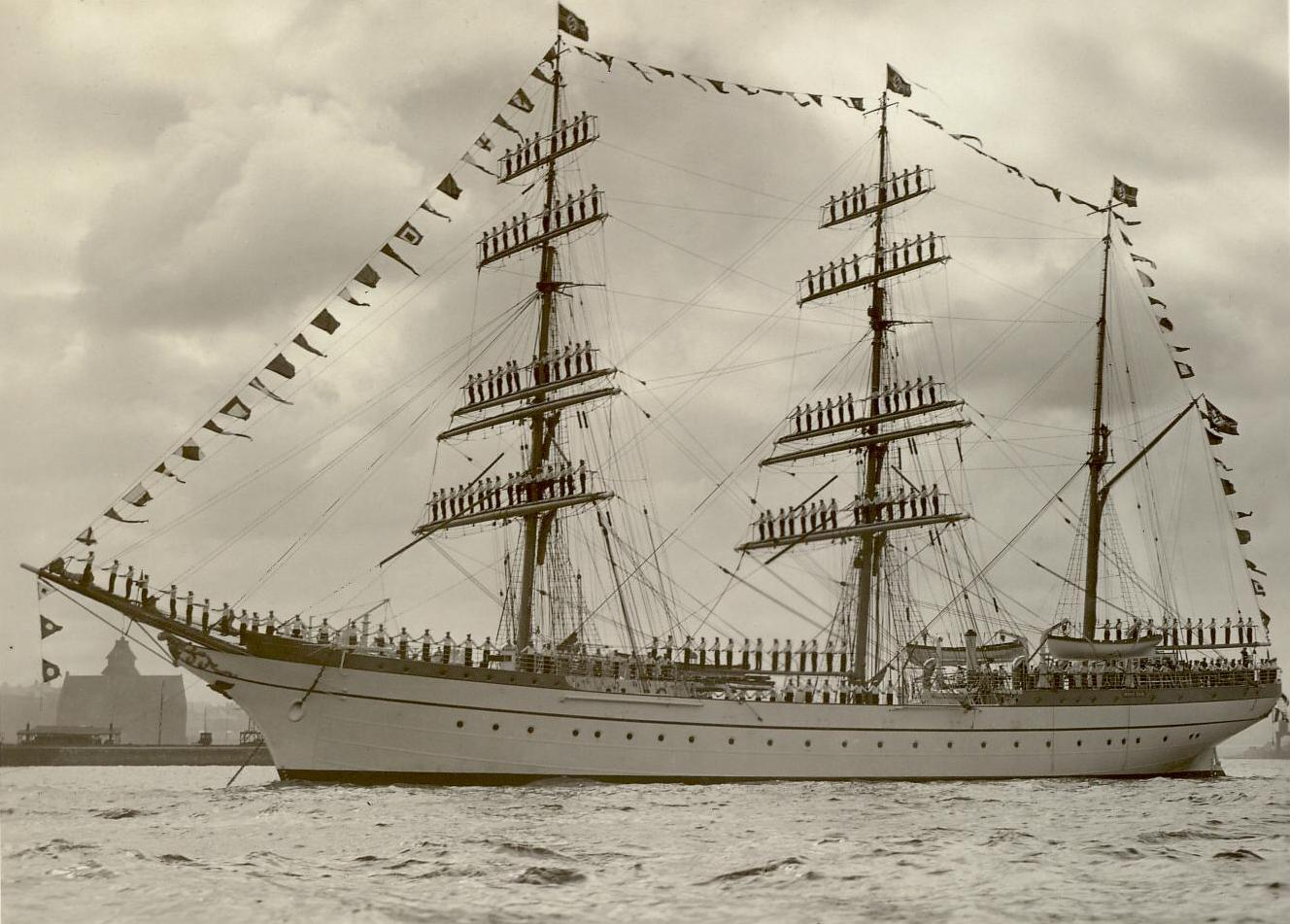
Gorch Fock v roce 1936

Při náhlé prudké bouři, dne 26. července 1932 v Baltském moři, nedaleko Fehmarnu, klesla ke dnu německá školní trojstěžňová loď Niobe, společně s 69 členy posádky. Tuto ztracenou loď chtělo německé námořnictvo nahradit, a proto zadalo stavbu nové školní lodě. Na základě smlouvy bylo v loděnicí Blohm & Voss v Hamburku, započato s prací dne 2. prosince 1932. Loď byla postavena během pouhých 100 dní. Dne 3. května 1933 byla spuštěna a pokřtěna jako Gorch Fock. Toto jméno jí bylo uděleno na památku německého spisovatele Johanna Kinaua, píšícího právě pod pseudonymem „Gorch Fock“, který roku 1916 zemřel v bitvě u Jutska na palubě křižníku SMS Weisbaden. Bark Gorch Fock byl zařazen do německého námořnictva 26. července 1933.

## Konstrukce

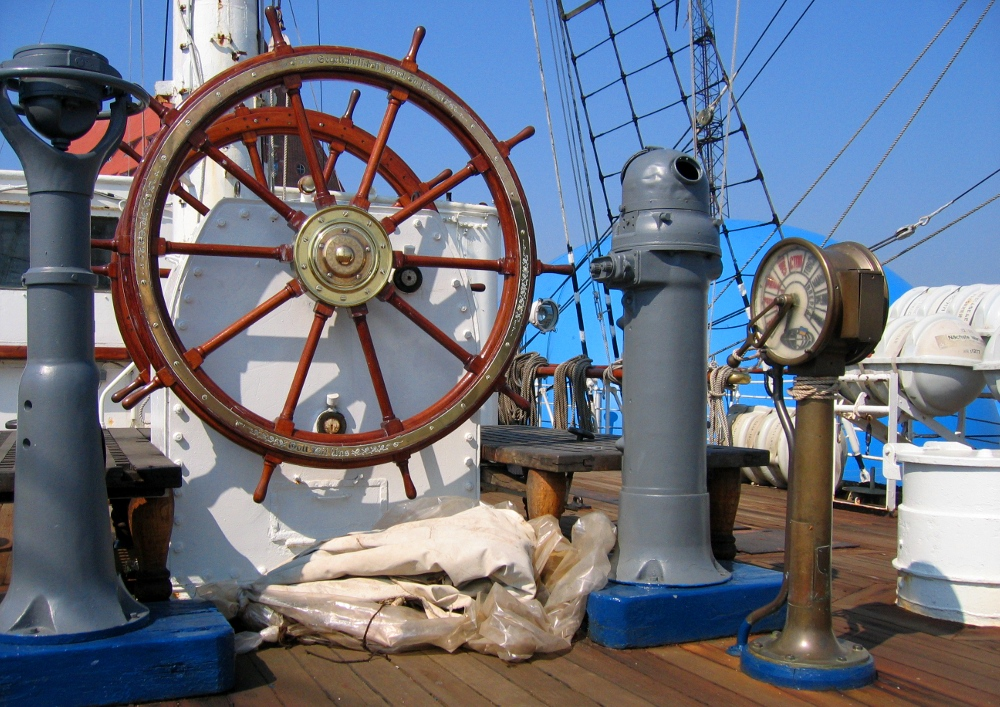
Gorch Fock

Jedná se o trojstěžník s pěti ráhnovými plachtami na předním a hlavním stěžni, na zadním stěžni má dělenou vratiplachtu a vrcholovou plachtu. Předozadní oplachtění doplňují tři kosatky a sedm stěhovek. Loď byla konstruována zvláště robustně s přihlédnutím k bezpečnosti a vysoké stabilitě. Více než 300 tun balastu mělo zajistit návrat zpět do vzpřímené polohy při téměř 90° náklonu lodi.
Ocelový nýtovaný trup lodi je dlouhý 270 stop (82,1 m) o šíři 40 stop (12 m) s ponorem 17 stop (5,2 m). Maximální výtlak lodi činí 1510 tun. Hlavní stěžeň ční 41,3 m nad palubu lodi. Celková plocha 23 plachet je 18 870 čtverečních stop (1753 m2). Loď je rovněž vybavena pomocným motorem o výkonu 550 hp (410 kW).

## Služba

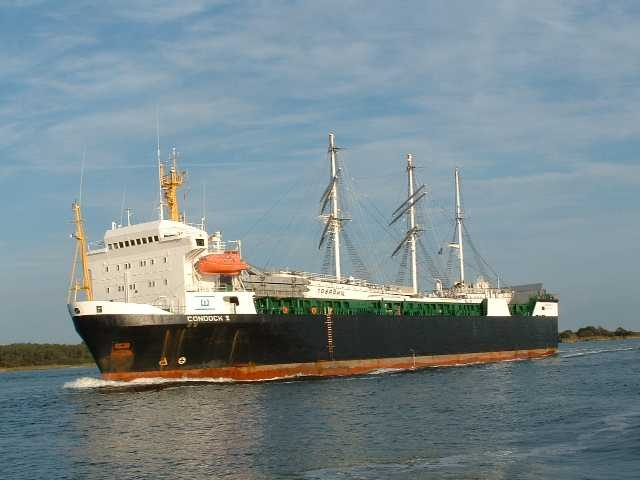
Tovarišč je přivážen do Stralsundu

Gorch Fock sloužil jako cvičná loď německé Kriegsmarine. Za druhé světové války byla loď zakotvena v přístavu až do 19. dubna 1944, kdy byla reaktivována. Při pokusu o únik z přístavu před blížící se Rudou armádou dne 1. května 1945 loď úmyslně potopila její posádka v mělkých vodách ostrova Rujána (Rügen). Loď byla předtím ostřelována sovětskými tanky.
Sovětský velitel stralsundské základy přikázal záchranářské společnosti B. Staude Schiffsbergung loď vyzvednout a zachránit ji. Po jistých potížích se tak stalo v roce 1947 s náklady 800 000 říšských marek. V letech 1948 až 1950 postoupila rekonstrukci a následně byla v roce 1951 nově pojmenována Tovarišč (rusky Товарищ) a uvedena do služby opět jako školní loď sovětského obchodního loďstva. Jejím novým domovským přístavem se stala Oděsa na Černém moři. V roce 1957 loď vykonala plavbu kolem světa. V letech 1974 a 1976 zvítězila v závodech školních plachetnic.
Po rozpadu Sovětského svazu (1991) se Tovarišč plavil pod vlajkou Ukrajiny (domovským přístavem byl ukrajinský Cherson), a to až do roku 1993, kdy si stav lodi vyžádal pro nedostatek prostředků na rekonstrukci deaktivaci. V roce 1995 loď odplula do přístavu Newcastle-upon-Tyne, kde ji soukromí sponzoři chtěli nechat rekonstruovat. Tento pokus však ztroskotal pro vysoké náklady a v roce 1999 byla loď přepravena do německého přístavu Wilhelmshaven. Zde loď stála čtyři roky, než byla definitivně přepravena do Stralsundu. Dne 29. listopadu 2003 byla znovu pokřtěna Gorch Fock. Byla rekonstruována a zpřístupněna jako muzejní loď.

## Stopa v kinematografii
Trojstěžník Tovarišč hrál ve filmu Nachové plachty z roku 1961, dále ve filmu Vítr naděje (1977) a Mjatěžnyj "Orion" (1979).